# Pachylobus klaineana
Espèce
Pachylobus klaineana est une espèce d'arbre de la famille des Burseraceae.

## Systématique
Le nom correct complet (avec auteur) de ce taxon est Pachylobus klaineana (Pierre) Engl..
Pachylobus klaineana a pour synonymes :
- Canariastrum zenkeri Engl.
- Dacryodes afzelii (Engl.) H.J.Lam
- Dacryodes barteri (Engl.) H.J.Lam
- Dacryodes dahomensis (Engl.) H.J.Lam
- Dacryodes deliciosus (A.Chev. ex Hutch. & Dalziel) Pellegr.
- Dacryodes klaineana var. lepidota Aubrév.
- Dacryodes klaineana (Pierre) H.J.Lam
- Dacryodes zenkeri (Engl.) H.J.Lam
- Pachylobus afzelii Engl.
- Pachylobus albiflorus Guillaumin
- Pachylobus barteri Engl.
- Pachylobus dahomensis Engl.
- Pachylobus deliciosus (A.Chev. ex Hutch. & Dalziel) Pellegr.
- Pachylobus klaineana (Pierre) Oliv.
- Pachylobus klaineanus (Pierre) Guillaumin
- Pachylobus paniculatus Hoyle
- Pachylobus zenkeri Engl.
- Santiriopsis klaineana Pierre
- Sorindeia deliciosa A.Chev., Hutch. & Dalziel